# Riccardo Francovich
Riccardo Francovich (Firenze, 10 giugno 1946 – Fiesole, 30 marzo 2007) è stato un archeologo e medievista italiano.

## Biografia
Figlio dello storico Carlo Francovich, protagonista della Resistenza e tra i fondatori del Partito d'Azione, si laureò presso la facoltà di Lettere e filosofia dell'Università di Firenze nel 1971, discutendo una tesi in Storia medievale. Nel 1975 intraprese la carriera accademica insegnando Archeologia medievale presso l'Università di Siena e dal 1986 al 1989 diresse il Dipartimento di archeologia e storia delle arti della medesima università. 
Nel 1974 fondò la rivista Archeologia Medievale (a sue spese) e ne divenne direttore responsabile. La nascita di questa rivista vide, di fatto, la creazione della disciplina "archeologica medievale" in Italia. Vice presidente della "Società internazionale per la Storia della ceramica medievale del bacino mediterraneo" dal 1991 al 1995, nonché coordinatore della rivista Archeologia e calcolatori, Francovich era il presidente della "Società degli Archeologi Medievisti Italiani" (SAMI). 
Autore di una bibliografia che comprende oltre 150 titoli, Francovich condusse tra l'altro importanti scavi in Toscana e in altre regioni italiane. Dal Ministero per i Beni Culturali, era stato pure nominato presidente del Comitato Tecnico-Scientifico per i Beni Archeologici, uno dei sette comitati del Consiglio Superiore dei Beni Culturali e Paesaggistici del suddetto ministero. Da qualche anno era anche coordinatore del gruppo fiorentino della Margherita.
Morì improvvisamente nel 2007 per un tragico incidente che non ebbe testimoni: fu ritrovato senza vita in un bosco di Monte Ceceri, nei pressi di Fiesole, dove forse si era recato per controllare la situazione delle necropoli locali.
A pochi giorni dalla morte, è stata intitolata alla sua memoria la "Scuola di Dottorato di Ricerca in Storia e Archeologia del Medioevo, Istituzioni e Archivi" dell'Università degli Studi di Siena. Il 12 luglio 2007 gli è stata dedicata la Sala Polivalente del Cassero presso la Fortezza Medicea di Poggio Imperiale, a Poggibonsi.
Era sposato con Nicoletta Onesti (1943-2014), docente di filologia germanica all'Università di Siena.

### Libri
- I castelli del contado fiorentino nei secoli XII-XIII (1973)
- Le campagne europee dopo il Mille (1975)
- Archeologia e storia di un monumento mediceo. Gli scavi nel "cassero" senese della Fortezza di Grosseto, Bari 1980 (con Sauro Gelichi) (Laterza, 1980)
- La ceramica medievale a Siena e nella Toscana meridionale. Materiali per una tipologia (1982)
- Archeologia e storia del Medioevo italiano (Carocci, 1987)
- Rocca San Silvestro (1991)
- Le ragioni di un parco alle radici dell'archeologia mineraria. Le miniere di Campiglia Marittima nelle pagine dei naturalisti e dei geologi dell'Ottocento (1994)
- Per una storia sociale delle attività estrattive e metallurgiche: a proposito di alcune recenti ricerche archeologiche nella Toscana mineraria del Medioevo (1996)
- Archaeology and History of the Middle Ages (1998)
- Some Problems in the Medieval Archaeology of Italy (1999)
- La Donazione Marco Bernardi "Maiolica arcaica e zaffera a rilievo dei secoli XIV e XV" (1999)
- "Castelli. Storia e archeologia del potere nella Toscana medievale" (volume curato con Maria Ausiliatrice Ginatempo) (All'Insegna del Giglio, 2000)
- "Guida alla Maremma medievale" (con Roberto Farinelli) (Nuova Immagine, 2000)
- Villa to Village (con Richard Hodges) (Duckworth, 2003)
- Dizionario di Archeologia (con Daniele Manacorda) (Laterza, 2004)
- Atti del IV Congresso Nazionale di Archeologia Medievale (volume curato con Marco Valenti) (All'Insegna del Giglio, 2006)

### Articoli in Miscellanea
- "Archeologia Urbana", in Ciudad y territorio en El-Andalus, a cura di L. Cara, Granada 2000, pp. 10–20
- "La piattaforma GIS dello scavo e il suo utilizzo: l'esperienza di Poggibonsi" (con M. Valenti), in II Congresso Nazionale di Archeologia Medievale, Firenze 2000, pp. 14–20
- "La piattaforma GIS dello scavo nella gestione di un'area cimiteriale" (con A. Nardini e M. Valenti), in II Congresso Nazionale di Archeologia Medievale, Firenze 2000, pp. 28–36
- "Archeologia Urbana a Grosseto. Rapporto Preliminare degli scavi 1998- 1999", in II Congresso Nazionale di Archeologia Medievale, Firenze 2000, p. 87 (con C. Citter et alii)
- "La Roccaccia di Selvena. Rapporto preliminare degli scavi e della ricognizione archeologica 1999" in II Congresso Nazionale di Archeologia Medievale, Firenze 2000, p. 183 (con C. Citter et alii)
- "Castel di Pietra e la diga dei Muracci. Rapporto preliminare della ricerche 1999" in II Congresso Nazionale di Archeologia Medievale, Firenze 2000, p. 189 (con C. Citter et alii)